# Aplocheilidae
Aplocheilidae là một họ cá trong bộ cá chép răng Cyprinodontiformes được tìm thấy ở châu Phi, châu Á và Nam Mỹ. Nhiều loài cá trong họ này được ưa chuộng để nuôi làm các loài cá cảnh Họ cá Aplocheilidae có 03 phân họ (họ phụ) nhỏ hơn là Aplocheilinae Bleeker, 1859; Cynolebiinae Hoedeman, 1961 (= Rivulidae Myers, 1925) và Nothobranchiinae Garman, 1895.

## Các chi
Hiện hành có 54 chi được ghi nhận trong họ này:
- Anablepsoides Huber, 1992
- Aphyosemion (including Chromaphyosemion) Myers, 1924
- Aplocheilus McClelland, 1838
- Archiaphyosemion Radda, 1977
- Atlantirivulus Costa, 2008
- Austrofundulus Myers, 1932
- Austrolebias Costa, 1998
- Callopanchax Myers, 1933
- Campellolebias Vaz Ferreira & Sierra de Soriano, 1974
- Cynodonichthys Meek, 1904
- Cynolebias Steindachner, 1876
- Cynopoecilus Regan, 1912
- Epiplatys Gill, 1862
- Episemion Radda & Pürzl, 1987
- Fenerbahce Özdikmen, Polat, Yilmaz & Yazicioglu, 2006
- Foerschichthys Scheel & Romand, 1981
- Fundulopanchax Myers, 1924
- Fundulosoma Ahl, 1924
- Gnatholebias Costa, 1998
- Hypsolebias Costa, 2006
- Kryptolebias Costa, 2004
- Laimosemion Huber, 1999
- Leptolebias Myers, 1952
- Leptopanchax Costa, 2016 [1]
- Llanolebias Hrbek & Taphorn, 2008
- Maratecoara Costa, 1995
- Melanorivulus Costa, 2006
- Micromoema Costa, 1998
- Millerichthys Costa, 1995
- Moema Costa, 1989
- Mucurilebias Costa, 2014 [3]
- Nematolebias Costa, 1998
- Neofundulus Myers, 1924
- Nimbapanchax Sonnenberg & Busch, 2009
- Nothobranchius Peters, 1868
- Notholebias Costa, 2008
- Ophthalmolebias Costa, 2006
- Pachypanchax Myers, 1933
- Papiliolebias Costa, 1998
- Pituna Costa, 1989
- Plesiolebias Costa, 1989
- Pronothobranchius Radda, 1969
- Prorivulus Costa, Lima & Suzart, 2004
- Pterolebias Garman, 1895
- Rachovia Myers, 1927
- Renova Thomerson & Taphorn, 1995
- Rivulus Poey, 1860
- Scriptaphyosemion Radda & Pürzl, 1987
- Simpsonichthys Carvalho, 1959
- Spectrolebias Costa & Nielsen, 1997
- Stenolebias Costa, 1995
- Terranatos Taphorn & Thomerson, 1978
- Trigonectes Myers, 1925
- Xenurolebias Costa, 2006